# Сауляшбаш
Сауляшбаш (баш. Сәүәләшбаш) — деревня в Калтасинском районе Республики Башкортостан Российской Федерации. Входит в состав Калтасинского сельсовета.

## География

### Географическое положение
Расстояние до:
- районного центра (Калтасы): 7 км,
- центра сельсовета (Калтасы): 7 км,
- ближайшей ж/д станции (Янаул): 56 км.

## Население
| 2002 | 2009 | 2010 |
| ---- | ---- | ---- |
| 35   | ↘28  | ↘21  |

Национальный состав
Согласно переписи 2002 года, преобладающие национальности —башкиры (63 %), татары (31 %).